# Schenkeldijk (Korendijk)
Schenkeldijk (51° 45′ N, 4° 23′ L) é uma cidade dos Países Baixos, na província de Holanda do Sul. Schenkeldijk (Korendijk) pertence ao município de Korendijk, e está situada a 11 km, a sul de Spijkenisse.
A área de Schenkeldijk, que também inclui as partes periféricas da cidade, bem como a zona rural circundante, tem uma população estimada em 80 habitantes.